# Ana Patrícia Carvalho
Ana Patrícia Carvalho (Barreiro, Setúbal, 20 de Setembro de 1985) é uma jornalista e pivô portuguesa.

## Carreira
Patrícia Carvalho é licenciada em Ciências da Comunicação, vertente de jornalismo, pela Universidade Independente e pós- graduada em Comunicação e Jornalismo Desportivo no ISLA/Escola de Estudo Universitários do Real Madrid. Frequentou, também, os cursos de Rádio e Televisão no Centro Protocolar de Formação Profissional para Jornalistas (Cenjor).
Professora no Instituto Superior de Economia e Gestão de Lisboa e na Escola de Tecnologias Inovação e Criação.
É também oradora e moderadora de eventos públicos e privados.
Em novembro de 2016, foi distinguida com o prémio Mais Jornalismo, na gala de prémios Mais Alentejo, organizada pela revista do mesmo nome, que anualmente premeia as personalidades que mais se distinguiram na Região do Alentejo, nas áreas do património histórico, cultural, gastronómico, natural, entre outros.

## Televisão
| Ano             | Projeto         | Notas                                     | Canal        |
| --------------- | --------------- | ----------------------------------------- | ------------ |
| 2006 - presente | Primeiro Jornal | Pivot esporadicamente                     | SIC          |
| 2006 - presente | Jornal da Noite | Pivot esporadicamente                     | SIC          |
| 2020 - presente | Edição da Noite | Pivot                                     | SIC Notícias |
| 2021            | Estamos em Casa | Apresentadora                             | SIC          |
| 2021            | Joga Portugal   | Apresentadora, ao lado de Ricardo Pereira | SIC          |

## Edição da Noite
- Condução do bloco de opinião, "Tabu", com Francisco Louçã, na Edição da Noite, SIC Notícias[9]

- Condução do bloco de opinião e debate, "Linhas Vermelhas", na Edição da Noite, SIC Notícias[10]

## Prémios e reconhecimentos
| Ano  | Prémio                                                       | Objeto     | Ref.ª       |
| ---- | ------------------------------------------------------------ | ---------- | ----------- |
| 2016 | Prémio Mais Jornalismo, atribuído pela revista Mais Alentejo | Jornalista | [ 6 ] [ 7 ] |